# Bund der Industriellen
Bund der Industriellen var en tysk interesseorganisation, som blev grundlagt den 7. november 1895 med henblik på at repræsentere forarbejdningsindustrien overfor politikere og konkurrerende organisationer. Etableringen skete som led i den bølge af forbunds- og foreningsgrundlæggelser, som foregik i Tyskland i perioden efter grundlæggelsen af det Tyske Kejserrige i 1871, og som ændrede samfundslivet i Tyskland.
Ifølge organisationens formålsparagraf skulle den "varetage de fælles interesser indenfor den tyske industri, og samarbejde i alle spørgsmål som vedrører den tyske industri".
Et motiv til grundlæggelsen var at skabe en slagkraftig modpol til den indflydelsesrige landbrugsorganisation Bund der Landwirte. Desuden adskilte organisationen sig fra Centralverband deutscher Industrieller (CDI) som samlede bjergværksindustrien og støttede regeringens toldbeskyttelsespolitik. BdI, som i en periode havde Gustav Stresemann i sit præsidium, skulle skabe gehør for de mindre og mellemstore virksomheder i den lette industri og færdigvareindustrien, foruden den voksende elektriske og kemiske industri. Den gik ind for frihandel.
Efter 1. verdenskrig blev CDI og BdI i 1919 sluttet sammen i Reichsverband der Deutschen Industrie.